# Sierraleońskie Siły Powietrzne
Sierraleońskie Siły Powietrzne – siły powietrzne Sierra Leone ustanowione w 1973 roku z pomocą szwedzkiego koncernu Saab. Samoloty będące pierwotnie na wyposażeniu armii: śmigłowce Bölkow Bo 105 i 2 Aerospatiale AS-355F Ecuril przeszły na wyposażenie lotnictwa cywilnego. Na wyposażeniu rządu pozostają natomiast śmigłowce, które służą do przewozu osobistości i zadań dyspozycyjnych.